# Posilovics György
Posilovics György (Josip Juraj Posilović, Ivanicsvár, 1834. április 24. – Zágráb, 1914. április 26.) zágrábi érsek.

## Élete
Posilovics György 1834-ben született a Zágráb megyei Ivanicsváron, ahol apja csizmadia volt. 1848-ban kénytelen volt megszakítani gimnáziumi tanulmányait, és apja mellett dolgozott inasként. Ezután Zágrábban végezte el a gimnáziumot és Haulik György akkori zágrábi érsek előbb a budapesti szemináriumba, majd a bécsi Pázmáneumba küldte teológiát tanulni. Budapesten tökéletesen megtanult magyarul, Bécsben pedig hittudományból doktorált.
1858. augusztus 8-án pappá szentelték, majd visszatért Bécsbe, ahol az Augustineum hallgatója lett. 1860-tól a zágrábi érseki teológiai intézetben tanított, 1874-ben pedig a zágrábi egyetem rendes tanárának nevezték ki, az egyetem Hittudományi Karának első dékánja lett. Az érseki szentszék előadójaként részt vett az egyházi kormányzásban is. Szerkesztője volt a Katolički list nevű katolikus hetilapnak és alapítója a Horvát Irodalmi Társaságnak. 1876. március 23-án kinevezték zengg-modrusi megyéspüspökké, kinevezését június 26-án megerősítették. Püspökké szentelésére 1876. augusztus 27-én került sor Zágrábban, a főszentelő Mihalovics József zágrábi érsek volt. Ezzel egyidejűleg topuszkói apát és berzencei örökös főispán lett. Egyházmegyéjében bevezette az ószláv liturgikus nyelvet, és első teendője volt, hogy papjainak anyagi helyzetét javítsa, ehhez egyszerű életmódjával és takarékosságával is hozzájárult. 
1894. március 17-én Ferenc József kinevezte zágrábi érseknek. Segédpüspöke Blaž Švinderman volt. A horvát tartománygyűlés ülésein ritkán jelent meg, méltóságánál fogva pedig a főrendiház tagja volt. 1896. június 9-én valóságos belső titkos tanácsossá nevezték ki. 1900-ban vezetésével tartották Zágrábban az első horvát katolikus találkozót. 1901. augusztus 17-én pápai prelátus lett. 1898-ban befejezte a székesegyház felújítását, Zágrábban szemináriumot létesített. A jezsuitáknak rendházat és templomot építtetett, melyet ő szentelt fel 1902. december 15-én. Ivanicsvár és Zengg szabad királyi városok díszpolgárukká választották.
1914. április 26-án hunyt el Zágrábban, két nappal nyolcvanadik születésnapja után. Utóda az érseki székben Antun Bauer lett.

## Fordítás
Ez a szócikk részben vagy egészben  a   Juraj Posilović című horvát Wikipédia-szócikk fordításán alapul.  Az eredeti cikk szerkesztőit annak laptörténete sorolja fel. Ez a jelzés csupán a megfogalmazás eredetét és a szerzői jogokat jelzi, nem szolgál a cikkben szereplő információk forrásmegjelöléseként.